# 1-naftilamină
1-naftilamina (sau α-naftilamina) este o amină aromatică derivată de la naftalină. Este un compus cristalin, incolor, acicular, care se topește la 50 °C. Prezintă un miros neplăcut, sublimează și devine brun în contact cu aerul. Este un precursor pentru mulți coloranți, prin obținerea de acizi amino-naftalensulfonici (precum acidul naftionic).

## Obținere și proprietăți
Poate fi obținută prin reducerea 1-nitronaftalinei cu fier și acid clorhidric, reacție urmată de distilare prin antrenare cu vapori. Acidul cromic o convertește la naftochinonă. Printr-o reacție Bucherer, poate fi convertită la 1-naftol.